# Адизов, Лазиз Шокирович
Лазиз Шокирович Адизов (род. 1 августа 1991) — российский самбист, бронзовый призёр чемпионатов России по боевому самбо, мастер спорта России. Боец смешанных единоборств. 23 августа 2015 года Адизов провёл свой первый бой против Умара Янковского, который проиграл единогласным решением судей. По состоянию на конец 2018 года Адизов провёл четыре боя, из которых один выиграл (удушающим приёмом), и три проиграл (один — решением судей, один — нокаутом и один — удушающим приёмом).

## Спортивные результаты
- Чемпионат России по боевому самбо 2016 года — ;
- Международный турнир класса А 2017 года, Минск — [2];
- Чемпионат России по боевому самбо 2017 года — ;

## Статистика боёв
| Результат | Рекорд | Соперник       | Способ               | Турнир                                    | Дата                 | Раунд | Время | Место               | Примечание |
| --------- | ------ | -------------- | -------------------- | ----------------------------------------- | -------------------- | ----- | ----- | ------------------- | ---------- |
| Поражение | 0-2    | Магомед Героев | Технический нокаут   | Fight Club Cherdak 3rd Season, 1st Battle | 28 февраля 2016 года | 1     | 4:24  | Иркутск, Россия     |            |
| Поражение | 0-1    | Умар Янковский | Единогласное решение | WFCA 7 — Siberian Battle                  | 23 августа 2015 года | 3     | 5:00  | Новосибирск, Россия |            |